# احمد شریعت‌زاده

سید احمد شریعت‌زاده ملقب به مشاور (۱۲۶۲ تهران - ۲۶ آذر ۱۳۴۷)، حقوقدان، قاضی و وکیل برجسته دادگستری و نماینده و نایب رئیس مجلس شورای ملی بود. او از مؤسسان کانون وکلای دادگستری به شمار می‌رود و در برخی از جنجالی‌ترین محاکمات تاریخ ایران شرکت داشته است. دفاع از اصغر قاتل در دادگاه از مشهورترین پرونده‌هایی است که در آن شرکت داشته است. وی اولین قاضی ایرانی بود که در فرانسه به تحصیل پرداخت.

## تحصیلات
احمد شریعت‌زاده در سال ۱۲۶۲ در محله سنگلج تهران زاده شد. پدرش میرزا حسین شریعتمدار آملی فرزند حاج شیخ اسمعیل مجتهد فرزند حاج میرزا حسن آملى و مادرش نواده اسدالله خان سه کوهى از رجال بزرگ مازندران بود. در سن سیزده چهارده سالگى پس از آموختن مقدمات ادبیات فارسی و عربى به مدرسه اسلامیه رفت که سید محمد طباطبایی از روحانیون مهم تهران و از رهبران بعدی نهضت مشروطه، تأسیس کرده بود. سپس در مدرسه فلاحت مظفری ادامه تحصیل داد که معلمانش بلژیکی و فرانسوی بودند.

## قضاوت
شریعت‌زاده پس از پایان تحصیلاتش در مدرسه فلاحت مظفری به حوزه علمیه رفت و فقه و اصول و حکمت و فلسفه خواند. هنگامی که میرزا حسن خان مشیرالدوله اولین تشکیلات قضائى را در ایران راه می‌انداخت، امتحانی برای استخدام قضات برگزار کرد که شریعت‌زاده در این امتحان شرکت جست و میان هفتاد نفر، رتبه اول شد و به استخدام عدلیه درآمد. 
شریعت‌زاده پس از مدت کوتاهی اشتغال به قضاوت، در سال ۱۲۹۱ خورشیدی معاون مدعى‌العموم استیناف پس از اندی، مدعى‌العموم و دادستان بدایت تهران شد. او مدتی قضاوت را رها کرد و به وکالت دادگستری پرداخت و پس از بازگشت به عدلیه، رئیس کابینه (دفتر وزارتی) شد  تا اینکه در سال ۱۳۰۲ در دوره پنجم به نمایندگی بابل به مجلس شورای ملی رفت. حوزه انتخابیه بابل در آن زمان، همه شرق مازندران را در بر می‌گرفت. 

## نمایندگی
شریعت‌زاده از نمایندگانی بود که در نهم آبان ۱۳۰۴ با رأی دادن به ماده واحده‌ای سلطنت قاجار را برانداختند و قدرت را به رضا شاه پهلوی انتقال دادند. شریعت‌زاده در دو دوره بعد تا سال ۱۳۰۹ نماینده بابل و در دو دوره پس از آن (هشتم و نهم) تا سال ۱۳۱۴ نماینده خمین و محلات بود. بسیاری از قوانین مهم مصوّب مجلس شورای ملی در طی این دوره‌ها از جمله قانون محاکمه وزراء را او تنقیح کرده‌است. او در کنار نمایندگی به وکالت دادگستری نیز ادامه داد و در بسیاری از محاکمات جنجالی و تاریخی به وکالت پرداخت. یکی از این محاکمات، دفاع او از اصغر قاتل (علی اصغر بروجردی) بود که سر و صدای فراوانی بر پا کرد. متن دفاعیات وی مورد تقدیر مقامات قضایی قرار گرفت و در نشریات حقوقی آن زمان به چاپ رسید و حتی به زبان فرانسه ترجمه شد.

## مغضوبیت
در سال ۱۳۱۴ بر سر مقاومتى که شریعت‌زاده در کار شرکت طبرستان (یا طبرى) کرد که ورثه میرزا حسین خان سپهسالار از آن شکایت کرده بودند و به سبب مقاومت در برابر اقدامات خلاف قانون این شرکت، مغضوب رضا شاه شد و دیگر اجازه ندادند به نمایندگی انتخاب شود. او ناچار شد ایران را ترک کند. مدتها در وضع بدی در اروپا زندگی کرد و پس از بازگشت، بلافاصله بازداشت و زندانی شد. پس از آزادی هم تا شهریور ۱۳۲۰ که ایران اشغال شد و رضا شاه از سلطنت کناره گرفت، همه از او دوری می‌کردند و حتى دوستانش به دیدارش نمی‌رفتند.

## بازگشت به صحنه
در نخستین انتخابات پس از کناره‌گیری رضا شاه که در سال ۱۳۲۲ برگزار شد، شریعت‌زاده بار دیگر خود را از بابل در دوره چهاردهم نامزد نمایندگی کرد. این حوزه از جنجالی‌ترین حوزه‌های انتخاباتی شد و شریعت‌زاده که نفر چهارم شده بود نسبت به دخالت استاندار به نفع رقیبان خود اعتراض نمود. سرانجام در رسیدگی به اعتراضات، آرای مربوط به نفر سوم باطل و برای شریعت‌زاده اعتبارنامه صادر شد اما شعبه رسیدگی کننده به اعتبارنامه در مجلس، حق را به نفر سوم داد و اعتبارنامه شریعت‌زاده را تأیید نکرد. پس از بحث و جدل‌های فراوان که دو جلسه در مجلس ادامه یافت، سرانجام نمایندگان به اعتبارنامه شریعت‌زاده رأی موافق دادند.
شریعت‌زاده در دوره بعد نیز کرسی خود را حفظ کرد. او وکیل قوام‌السلطنه بود و در این دوره نقش مؤثری در تشکیل حزب دموکرات ایران به رهبری قوام ایفا کرد. پس از سقوط دولت قوام در ۱۸ آذر ۱۳۲۶ و روی کار آمدن حکیم‌الملک، آشتیانی به مخالفت با دولت حکیم‌الملک پرداخت و همراه با محمدرضا آشتیانی‌زاده و عباس میرزا اسکندری دولت را استیضاح کرد.

## درگذشت
احمد شریعت زاده پس از یک بیماری کوتاه در سن ۸۶ سالگی و در روز سه شنبه ۲۶ آذرماه ۱۳۴۷ درگذشت.